# Capi
Jesús Capitán Prada (Camas, Sevilla, 26 de marzo de 1977), conocido deportivamente como Capi, es un exfutbolista y entrenador español que destacó en el Real Betis Balompié, con el que disputó más de 300 partidos oficiales. Ganó la Copa del Rey en 2005 y participó en la Liga de Campeones 2005-2006 con el club bético. Jugaba como centrocampista o mediapunta.

## Trayectoria
Tras iniciarse en el equipo de su pueblo Camas, accedió a la cantera del Real Betis Balompié, a finales de los años 1980. En 1992, tras la desaparición de la cantera del club verdiblanco, Capi estuvo jugando en San Juan de Aznalfarache en el equipo de la ciudad.
El 26 de mayo de 1997 debutó con el primer equipo del Real Betis Balompié en el Estadio de Mestalla ante el Valencia Club de Fútbol. Poco después fue cedido al Granada Club de Fútbol para regresar al año siguiente al club sevillano.
Su primer gol, con el Betis, lo marcó en el año 2000, en la 13.ª jornada de Liga, en el estadio Benito Villamarín ante el Sevilla FC.
El 19 de junio del año 2010, Capi fue sustituido en la segunda mitad ante el Levante U. D., sirviendo esto como su adiós al Real Betis Balompié después de 14 años al servicio del club. Capi se despidió de su afición con lágrimas en los ojos al no poder conseguir el ascenso a la Primera División.
En la temporada 2010-11, Capi jugó en el Xerez CD, con el que finalizó en octava posición, a un solo puesto de jugar los play-off de ascenso.
En verano de 2012, rescindió su contrato con el Xerez CD y firmó por el conjunto de su localidad natal, el Camas CF del que también fue presidente. Antes de acabar esa temporada recibió la llamada del Real Betis, para trabajar con el fútbol base del club verdiblanco y decidió poner punto final a su carrera como futbolista.

## Selección española
Capi disputó cuatro partidos con la selección española de fútbol. Hizo su debut el 27 de marzo de 2002, en un partido amistoso contra la selección de los Países Bajos, jugado en Róterdam.

## Clubes

### Jugador
| Club                | País   | Año       |
| ------------------- | ------ | --------- |
| Real Betis Balompié | España | 1995-1999 |
| Granada CF          | España | 1999-2000 |
| Real Betis Balompié | España | 2000-2010 |
| Xerez CD            | España | 2010-2012 |
| Camas CF            | España | 2012-2013 |

### Entrenador
| Club                                 | País   | Año       |
| ------------------------------------ | ------ | --------- |
| Betis Deportivo (2.º entrenador)     | España | 2014-2015 |
| Real Betis Balompié (2.º entrenador) | España | 2014-2015 |
| Real Betis Balompié C                | España | 2022-2023 |

## Palmarés

### Campeonatos nacionales
| Título       | Club                | País   | Año  |
| ------------ | ------------------- | ------ | ---- |
| Copa del Rey | Real Betis Balompié | España | 2005 |